# Artem Pryma
Artem Andriyovych Pryma –en ucraniano, Артем Андрійович Прима– (Chernígov, 30 de mayo de 1987) es un deportista ucraniano que compite en biatlón.
Ganó nueve medallas en el Campeonato Europeo de Biatlón entre los años 2011 y 2021. Participó en dos Juegos Olímpicos de Invierno, ocupando el octavo lugar en Sochi 2014 (relevo) y el séptimo en Pyeongchang 2018 (relevo mixto).

## Palmarés internacional
| Campeonato Europeo | Campeonato Europeo           | Campeonato Europeo | Campeonato Europeo |
| Año                | Lugar                        | Medalla            | Prueba             |
| ------------------ | ---------------------------- | ------------------ | ------------------ |
| 2011               | Val Ridanna (Italia)         | Medalla de oro     | Individual         |
| 2012               | Osrblie (Eslovaquia)         | Medalla de plata   | Velocidad          |
| 2012               | Osrblie (Eslovaquia)         | Medalla de plata   | Individual         |
| 2013               | Bansko (Bulgaria)            | Medalla de bronce  | Velocidad          |
| 2015               | Otepää (Estonia)             | Medalla de plata   | Relevo             |
| 2018               | Val Ridanna (Italia)         | Medalla de oro     | Relevo mixto       |
| 2020               | Minsk-Raubichi (Bielorrusia) | Medalla de oro     | Relevo mixto       |
| 2021               | Duszniki-Zdrój (Polonia)     | Medalla de oro     | Persecución        |
| 2021               | Duszniki-Zdrój (Polonia)     | Medalla de bronce  | Relevo mixto       |